# أنا وأنت (فلم)
أنا وأنت فيلم كوميدي، غنائي، استعراضي مصري لعام 1950، من إخراج أحمد بدرخان، الذي كتب السيناريو والحوار لقصة عادل خيري. الفيلم من بطولة محمد الكحلاوي، وهاجر حمدي. يدور الفيلم حول مطرب يتصل هاتفياً براقصة، يدعي أنه الخادم، وتدعي هي أنها الخادمة. فكلٍ منهما يحب الآخر، ولكن أراد معرفة المزيد عن الحبيب عن طريق هذه الخدعة، دون أن يعرف أيَّ منهما أن الطرف الآخر ليس مَنْ يَدَّعيه.
صدر الفيلم إلى دور العرض المصرية في 23 يناير 1950.
منح موقع قاعدة بيانات السينما العربية «السينما.كوم» الفيلم درجة 4.7/ 10.

## أحداث الفيلم
عادت الراقصة إلهام (هاجر حمدى) من رحلة فنية بجزيرة جاوة بأندونيسيا استمرت لمدة ٨ سنوات، ومعها خادمتها لهلوبه (زينات صدقى)، وكان في انتظارها خطيبها الثرى المعروف حمودة القرنفلى (حسن فايق) الذي انتظرها طوال هذه المدة، وافتتح لها تياترو تروكاديرو لترقص فيه. كان المطرب المصري محمد البنهاوى (محمد الكحلاوي) في هذه الأثناء يغنى في المسرح العربى، وذاعت شهرته، ووصلت إلى إندونسيا، وكانت الخادمة لهلوبه تستمع إليه في الإذاعة، وتتمنى رؤيته، ولذلك حين عودتها إتصلت به تليفونيا، ويرد عليها خادمه شلضم (إسماعيل ياسين)، ويحدثها على إنها الراقصة إلهام، وتظن هي أنه البنهاوى، وتطلب منه أن يغني لها، يأخذ منه البنهاوى السماعة، ويغني، بينما تمسك إلهام بالسماعة على الطرف الآخر، وتستمع لغنائه. تدعو إلهام المطرب لزيارتها للتعارف. يريد البنهاوى اختبار إلهام، ويقوم بتبادل شخصيته مع خادمه شلضم، وتفعل إلهام نفس الشئ مع خادمتها لهلوبه، التي تجلس مع شلضم في الصالون، بينما يجلس البنهاوى مع الخادمة إلهام في المطبخ. تعترف لهلوبة لشلضم بشخصيتها، ويصارحها انه هو أيضاً ليس الأستاذ البنهاوى. تعلم إلهام بالأمر، وتمضي في إذلال البنهاوى بإن تجعله يقشر البصل بالمطبخ
حتى يصل عمها عبده بلابل (محمد كمال المصري - شرفنطح)، الملحن الشعبى، لزيارتها، ومعه ابنته المطربة نعيمة (فايده كامل)، ويتعرف على شلضم على أنه البنهاوى، وعلى البنهاوى على انه شلضم. وعندما يتمادى البنهاوى تقوم إلهام بطرده، ولكنه كان قد احبها، ويتمسك بدوره امام عمها عبده بلابل، الذي يريد سماع غنائه. يحرك شلضم فمه، بينما يغني البنهاوى من وراء الستار. يتصل حمودة القرنفلى بإلهام، ويرد عليه البنهاوى، ويتهكم عليه ويسبه، مما يجعله يعجل بالحضور غاضباً، فهو صاحب القصر. يصل حمودة، وينال نفس القدر من المعاملة السيئة من البنهاوى الذي يرفض أن يفتح له باب القصر، ولكنه يدخل من باب آخر،
فهو يعرف خبايا القصر، ويحدث صدام بين الطرفين، وتفسخ الهام خطبتها بحمودة، وتغادر القصر مع البنهاوى، وتتعاون معه في إنتاج أوبريت غنائي راقص كبير. 
يقدم البنهاوى ألحانه، ويغنى، بينما ترقص إلهام على أنغامه، وينجح الاوبريت نجاحاً كبيراً، ويتزوج البنهاوى من إلهام، بينما يتزوج شلضم من لهلوبه.

## طاقم التمثيل
- محمد الكحلاوي: في دور الموسيقار محمد البنهاوي.

- هاجر حمدي: في دور الراقصة الهام.

- إسماعيل ياسين: في دور شلضم (خادم البنهاوي).

- زينات صدقي: في دور نفوسة (خادمة الهام).

- فايدة كامل: في دور نعيمة (بنت عم الهام).

- محمد كمال المصري: في دور عبده بلابل (عم الهام).

- حسن فايق: في دور حمودة القرنفلي (الثري المعروف).

بالاشتراك مع: رياض القصبجي - مطاوع عويس.

## أغاني الفيلم
هون علينا هون: ألحان وغناء محمد الكحلاوي
سيدي على سيدي: ألحان وغناء محمد الكحلاوي
الو الو ردي عليا: ألحان وغناء محمد الكحلاوي
يا معزتي: غناء فايدة كامل، ألحان محمد الكحلاوي.
حبيت جميل: ألحان وغناء محمد الكحلاوي
اوبريت التليفون: غناء محمد الكحلاوي، وإسماعيل يس، وفايدة كامل، وهاجر حمدي، ومحمد كامل المصري.

## استقبال الفيلم
كتب الناقد محمود قاسم على موقع صحيفة الشروق في أول يوليو 2022: «الفيلم قام ببطولته كل من محمد الكحلاوي الذي لم يقدم أبدا فيلما له قيمة وأهمية»، ويتابع: «ويجب أن نتوقف عند إسماعيل ياسين هنا الذي شارك في نفس السنة في أداء شخصية مثلها في فيلم»فاطمة وماريكا وراشيل" إخراج حلمي رفلة. النقطة الأساسية هنا في الفيلمين تعتمد على المسرحية الفرنسية "زواج فيجارو The Marriage of Figaro" لبومارشيه Beaumarchais التي تتلخص في تبادل الشخصيات، فالسيد فيجارو يذهب إلى بيت عروسه التي لا يرغب فيها ويتبادل هويته مع خادمة، نفس الفكرة تنتاب العروس وتتبادل مكانتها مع خادمتها، ومن هنا تدور الحبكة، السيد الحقيقي وقع في غرام سيدة المنزل، والخادم يحب الخادمة حتى تتضح الأمور، هذه الفكرة جسدها إسماعيل ياسين أكثر من مرة، منها فيلم قام ببطولته أمام نجاح سلام، كما أن أبوالسعود الإبياري كررها مرة أخرى في فيلم "هارب من الزواج" بطولة فؤاد المهندس، كما أن حسن الصيفي قدمها بشكل متحور في فيلم "حب وعذاب" سنة 1959"، وهاجم المخرج حيث كتب: "أحمد بدرخان صاحب أهم الأفلام الغنائية مع فريد الأطرش واسمهان، لماذا يقوم بالتعامل مع محمد الكحلاوي الذي كان يعمل كثيرا في أفلام لا تعدو أن تكون كومة من القش التي تتناثر مع الريح أو تحترق من عود ثقاب صغير"، ويخلص إلى قوله: «من هنا فإن كتابتنا عن هذا الفيلم ليست بدافع التقويم لكن بقدر نقطة باهتة في تاريخ السينما وخاصة الفيلم الغنائي فقد تبخر أغلب تراث هؤلاء المطربين ولا يعتبرون موجودين إلا في اليوتيوب».

## روابط خارجية
- مقالات تستعمل روابط فنية بلا صلة مع ويكي بيانات
- أنا وأنت (فيلم) على موقع دهليز
- أنا وأنت (فيلم) على موقع IMDB
- أنا وأنت (فيلم) على موقع كاروهات
- أنا وأنت (فيلم) على موقع دنيا الوطن
- أنا وأنت (فيلم) على موقع دنيا الوطن